# Civenna
Civenna – miejscowość i gmina we Włoszech, w regionie Lombardia, w prowincji Como.
Według danych na rok 2004 gminę zamieszkiwały 672 osoby, 134,4 os./km².